# شکایت اصلی
شکایت اصلی (به انگلیسی: Chief complaint) که در بریتانیا با عبارت Peresenting complaint بیان می‌شود عبارت است از شکایت اصلی بیمار که در اکثر موارد علت مراجعه او به پزشک است. دانستن شکایت اصلی بیمار از این جهت مهم است که ممکن است که بیمار در فرایند شرح‌حال‌گیری شکایت‌های متعددی را بیان کند که ممکن است ارتباطی به بیماری فعلی او نداشته باشند و موجب انحراف در مسیر تشخیص و درمان او گردد. به همین دلیل ثبت و اهمیت‌دادن به شکایت اصلی بیمار نقش مهمی در تشخیص بیماری پیدا می‌کند. از طرفی دیگر شکایت اصلی بیمار یکی از مهمترین مواردی است که می‌بایست در پرونده بالینی بیمار ثبت شود. به دانشجویان پزشکی توصیه می‌شود که با پرسیدن پرسش‌های باز به شکایت اصلی بیمار پی ببرند. 